# Alfred Eppler
Alfred Eppler (* 16. Juli 1867 in Birkenfeld bei Idar-Oberstein; † 10. Februar 1923 in Krefeld) war ein deutscher Mineraloge.

## Leben
Eppler arbeitete zunächst als Volksschullehrer im Dienst der Großherzoglichen Regierung des Fürstentums Birkenfeld. Nach finanzieller Unterstützung durch einen Freund und einer Sondergenehmigung, weil ihm das Abitur fehlte, begann er 1894 in Jena das Studium der Mineralogie. Seine Dissertation „Beiträge zu den Beziehungen zwischen dem Krystall und seinem chemischen Bestand“ wurde mit Summa cum laude ausgezeichnet.
1903 übersiedelte Eppler nach Krefeld, um eine Stelle als Oberlehrer an der Höheren Mädchenschule am Westwall und als Studienrat am Städtischen Lyzeum (Gymnasium) anzutreten, wo er Mathematik, Naturwissenschaften und Pädagogik unterrichtete.
Eppler organisierte als bekannter Kenner von Schmuck- und Edelsteinen für das Kaiser-Wilhelm-Museum 1906 eine Ausstellung zur „Edel- und Halbedelsteinindustrie in Idar-Oberstein“ und 1909 eine weitere mit dem Thema „Echte Schmucksteine und Fälschungen“.
Aufgrund seines großen Engagements beantragte der Leiter der Städtischen Höheren Mädchenschule die Ernennung Epplers zum Professor, die ihm aber trotz Befürwortung durch die Stadtverwaltung verweigert wurde. 1909 wurde ihm zudem der Titel eines akademisch gebildeten Oberlehrers wegen fehlender Staatsprüfung aberkannt.
1907 bis 1915 war er Mitglied des erweiterten Kuratoriums des Naturwissenschaftlichen Museums Krefeld und half beim Aufbau einer Schmucksteinsammlung mit. Um diese Sammlung weiter auszubauen, schenkte Eppler 1910 dem Museum auch seine eigene Sammlung von 100 rohen und geschliffenen Schmucksteinen. Ein Jahr darauf erhielt die Sammlung im neueröffneten Naturwissenschaftlichen Museum im Haus Heyes einen neuen Ausstellungsort. Der große Bombenangriff vom 21./22. Juni 1943 vernichtete allerdings den größten Teil der Sammlung.
Mit wohlwollender Zustimmung der Stadtverwaltung bemühte sich Eppler Anfang des 20. Jahrhunderts in Krefeld eine industrielle Schleiferei für Diamanten aufzubauen. Als vorteilhaft erwies sich dabei das 1908 entdeckte Diamantvorkommens in der Kolonie Deutsch-Südwestafrika. Die Mine lieferte schon 1913 über 1 Million Karat Rohdiamanten. In Zusammenarbeit mit der Idar-Obersteiner Firma Ernst Lorenz wurde eine Lehrwerkstatt für Diamantschleifer aufgebaut, deren fachbezogene Ausbildung Eppler selbst übernahm.
Daneben bemühte er sich auch, einen Handel mit Farbsteinen aufzubauen und regte die Gründung der „Krefelder Schmucksteinindustrie“ an. Eppler war zudem Gründungsmitglied des am 14. Januar 1914 ins Leben gerufenen „Vereins deutscher Schmucksteinfreunde“ und wirkte dort im Vorstand als Geschäftsführer mit. Zu den ersten Mitgliedern des Vereins gehörten unter anderem der damalige Oberbürgermeister Johannes Johansen sowie der Geheime Kommerzienrat Moritz de Greiff, der bis zu seinem Tod 1920 den Vereinsvorsitz führte.
Die Etablierung der Diamantschleifer drohte bereits zu Beginn an der zu geringen Kapazität der Schule und den fehlenden Werkstätten zur Übernahme der Auszubildenden zu scheitern. Dem unermüdlichen Einsatz Epplers ist es jedoch zu verdanken, dass 1916 sechs Lehrlinge des ersten Ausbildungsganges erfolgreich ihre Abschlussprüfung bestanden, von denen drei in die Schleiferei der Firma Ernst Lorenz übernommen wurden. Als mit der Niederlage Deutschlands im Ersten Weltkrieg auch die Kolonie Deutsch-Südwestafrika verloren ging, wurde der Stand der Diamantschleiferschule noch schwerer und schließlich musste 1919 die Aufnahme neuer Lehrlinge eingestellt werden.
Die Rückkehr in den Schuldienst, von dem Eppler bis zu diesem Zeitpunkt beurlaubt worden war, verhinderte eine schwere Erkrankung an Arteriosklerose des Herzens. Gegen eine Versetzung in den Ruhestand wehrte er sich jedoch, da er aufgrund fehlender Renten-Einlagen hohe Gehaltseinbußen erlitten hätte. Nach zähen Verhandlungen mit dem Schulamt wurde er schließlich rückwirkend zum 1. April 1920 zum Studienrat ernannt und zum 1. April 1921 in den Ruhestand versetzt.
Eppler verstarb bereits zwei Jahre später am 10. Februar 1923 an seiner Herzerkrankung und hinterließ keinen Nachfolger, der die Ausbildung in der Diamantschleiferschule weiterführen konnte. Bereits bestehende Schleifereien bildeten in ihren Betrieben nur noch entsprechend ihrem eigenen Bedarf aus.
Epplers Sohn Wilhelm Friedrich studierte ebenfalls Mineralogie an den Universitäten Bonn und Hamburg und promovierte mit seiner Dissertation „Über das optische Verhalten, die Dichte und Zustandsänderungen des Zirkons“, die 1926 veröffentlicht wurde.

## Publikationen und Werke
- 1898 Beiträge zu den Beziehungen zwischen dem Krystall und seinem chemischen Bestande. Die eutropischen Reihen der Calcium-Strontium-Baryum-Gruppe., Diplomarbeit/Dissertation, W. Engelmann Verlag, Leipzig
- 1909 Echte Schmucksteine und Fälschungen, Crefeld: Kaiser-Wilhelm-Museum
- ca. 1910 Das Werkdorf eine Anregung für den Deutschen Werkbund, Crefeld
- 1910 Haushaltungskunde für die Frauenschulklassen des Lyzeums
- 1910 Ü̈bungsheft zur bildlichen Darstellung der Nahrungsmittel des Menschen in ihrer chemischen Zusammensetzung, ihrem Nä̈hrwerte und ihrem Nä̈hrgeldwerte, Leipzig, Berlin, B.G. Teubner
- 1910 Chemie und Mineralogie für höhere Mädchenschulen und Studienanstalten 1, zusammen mit Rudolf Schettler, Quelle & Meyer Verlag, Leipzig
- 1911 Idar-Oberstein – Die Heimat der deutschen Schmuckindustrie[1]
- 1912 Nahrungsmittelkunde
- 1912 Wegweiser zu der Schönschreibschule auf Grund des Formenunterrichts, Gustav Hohns Verlag, Crefeld
- 1912 Die Schmucksteine und die Schmuckstein-Industrie, Leipzig – Berlin: Teubner, B.G.
- 1912 Die Schmuck- und Edelsteine als zweiter Band der Reihe Gewerbliche Materialkunde, zusammen mit Paul Krais, Stuttgart[2]
- 1914 Ausstellung von Spenden des "Vaterlandsdanks 1914", Crefeld: Kaiser-Wilhelm-Museum
- 1915 Mineralogie für die unteren und mittleren Klassen höherer Schulen, zusammen mit Rudolf Schettler, Quelle & Meyer Verlag, Leipzig
- 1917 Der Diamant im deutschen Gewerbe und auf dem  Weltmarkt, Gustav Hohns Verlag, Crefeld[2]
- 1917 Haushaltungskunde : von der Ernährung, Kleidung, ... und Führung des Haushaltes ; aus der Volkswirtschaftslehre und Lebenskunde, der Gesundheitslehre und Kinderpflege ; zum Gebrauch in der Frauenschule, dem technischen Seminar und anderen Lehrerinnenbildungsanstalten sowie Haushaltungs- und Fortbildungsschulen
- 1918 Die Zukunft der deutschen Schmuckstein-Industrie unter Berücks. d. Übergangswirtschaft, Gustav Hohns Verlag, Crefeld
- 1922 Lehrbuch der Chemie mit Einführung in die Mineralogie und Geologie für Realschulen, Lyzeen, höhere Mädchenschulen und verwandte Anstalten (3. Auflage), zusammen mit Rudolf Schettler, Quelle & Meyer Verlag, Leipzig